# Черкаскульська культура
Черкаскульська культура — археологічна культура бронзової доби, розташована на території півдня Уралу та Західного Сибіру.
Назва від озера Черкаскуль, що в Каслинському районі, Челябінська область, Росія.
Виділена К. В. Сальниковим в 1964 році.

## Генетичні зв'язки
Сформувалася на базі аятської культури, яка розташовувалася на північ на території сучасної Свердловської області.
Зазнала сильного впливу андроновської культури
і вплинула на формування ананьїнської культури і межовської культури.
Є відомості про зв'язок черкаскульської культури із сеймінсько-турбінським феноменом. Це дозволяє окремим дослідникам віднести носіїв культури до предків угрів.

## Характеристики
Основу господарства становили скотарство (корова, кінь, свиня), мисливство та рибальство.
Кераміка має геометричний орнамент.
Поховання мають курганний характер. Виявлено сліди кремації.

## Археологічні пам'ятки
- Інгальська долина